# رضا خرات
رضا خرات کُجوری (۱۱۵۰ هجری قمری - ۱۲۲۰ هجری قمری) از اهالی خرات محله کجور شهرستان نوشهر، از شاعران مشهور طبری زبان استان مازندران در عصر زندیه به‌شمار می‌رود که به گویش کجوری می‌سرایید. اشعار او همانند سروده‌های شیخ العجم امیر پازواری در میان مردمان طبری مازندران سینه به سینه نقل می‌شود. رضا خرات پس از امیر پازواری، تنها شاعر بومی سرایی بود که سروده‌هایش در میان مردم مازندران قبول عام یافت.

## مضمون اشعار
سروده‌های رضا خرات کجوری دارای مفاهیم مذهبی، اخلاقی، اجتماعی و برخوردار از بار عاطفی ویژه ای است. از لحاظ ساختمان زبانی و شیوه کاربرد صرفی و نحوی، فاصله چندانی با زبان طبری عصر حاضر ندارد و بدین دلیل که زبان طبری عصر زندیه و آغاز به قدرت رسیدن آقا محمدخان قاجار، یعنی هنگام زندگانی رضا خرات، با بازمانده زبان طبری امروز قرابت و نزدیکی دارد.
نوع مفاهیم و، تصاویر و لحنی که در سروده‌های رضا خراط مشاهده می‌شود دارای حال و هوای کوهستانی است و به‌طور واضح با سبک و شیوه امیر پازواری متمایز است.

## اشعار
| من که بَمِینهَ، مَر بَوِرین مِه دیما |  | اونجه بَوِرین، روزی هزار بار شیما  |
| اَتا خال نرگس، دَکارین خاکِ دیما |  | مِه مار که بِمو، دونه مِه خاک کَدیما |

mәn kә bәminә mәr bәverin me dimā
onjә bәverin ruzi hәzārbār šimā
attā xāl narges dakārin xāke dimā
me mār kә bemu dune me xāk kәdimā
- وقتی مُردم مرا به دیارم ببرید
- مرا جایی ببرید که روزی هزار بار می‌رفتم
- در خاک گور من شاخه ای نرگس بکارید
- تا مادرم گور مرا بشناسد